# Emilie Bergbom
Emilie Sofia Bergbom, född 7 februari 1834 i Vasa, död 28 september 1905 i Helsingfors, var en finländsk kulturpersonlighet och teaterdirektör. 
Hon var direktör för Finlands nationalteater gemensamt med sin bror Kaarlo Bergbom från dess grundande 1872 till sin död. Hon var en anhängare av fennomanin. Utöver sin syssla som teaterdirektör var hon också revisor för den finländska hypoteksbanken, vilket gjorde henne till en av de första kvinnorna i offentlig tjänst i Finland.